# 7,5 cm Leichtgeschütz 40
7,5 cm Leichtgeschütz 40 var en tysk rekyllös kanon som utvecklades för att förse de nya fallskärmsjägarförbanden med understödsvapen som kunde landsättas med fallskärm. Pjäsen användes första gången i strid av 2. Batterie/Fallschirmjäger-Artillerie-Abteilung under Slaget om Kreta.

## Bevarade exemplar
- U.S. Army Field Artillery Museum